# Errori di sinistra
Errori di sinistra (in croato leva skretanja; in serbo Лијева скретања?, lijeva skretanja) era un termine usato dal Partito Comunista di Jugoslavia per descrivere politiche e strategie radicali, descritte da altri come il Terrore rosso, perseguite da elementi di estrema sinistra del partito e/o delle unità partigiane durante la seconda guerra mondiale, per lo più in Montenegro, Erzegovina e Serbia, ed in misura minore in Croazia e Slovenia.
Dal 1941 al 1942, queste aree videro esecuzioni di massa, incendi di villaggi e confische di proprietà, motivate sia da timori partigiani di una "quinta colonna" che dal "conflitto di classe". Come risultato di queste azioni dei comunisti, molti abitanti dei villaggi del Montenegro e dell'Erzegovina orientale si unirono in massa alle forze cetniche (resistenza di stampo monarchico e spiccatamente anti-comunista). Il Partito Comunista di Jugoslavia condannò, in seguito, le azioni intraprese durante il periodo e punì alcuni comandanti locali.
Gli "errori di sinistra" causarono in totale circa 2.000 vittime, molte meno di altri massacri compiuti dai comunisti jugoslavi, come i massacri delle foibe e il massacro di Bleiburg.

## Nome
Questa politica è stata anche chiamata "deviazione di sinistra", "errori della sinistra" o deviazioni settarie. Nel dogma titoista dopo la seconda guerra mondiale, questa politica era chiamata "Errori della sinistra" o "deviazioni di sinistra" mentre gli altri la chiamavano "Terrore rosso". Questa politica è talvolta denominata "Seconda fase". Infatti, Karl Marx credeva che la rivoluzione avesse due fasi: borghese-democratica e proletaria. Credeva che nella seconda fase la rivoluzione proletaria dovesse rivoltarsi contro i suoi alleati della prima fase.

## Contesto

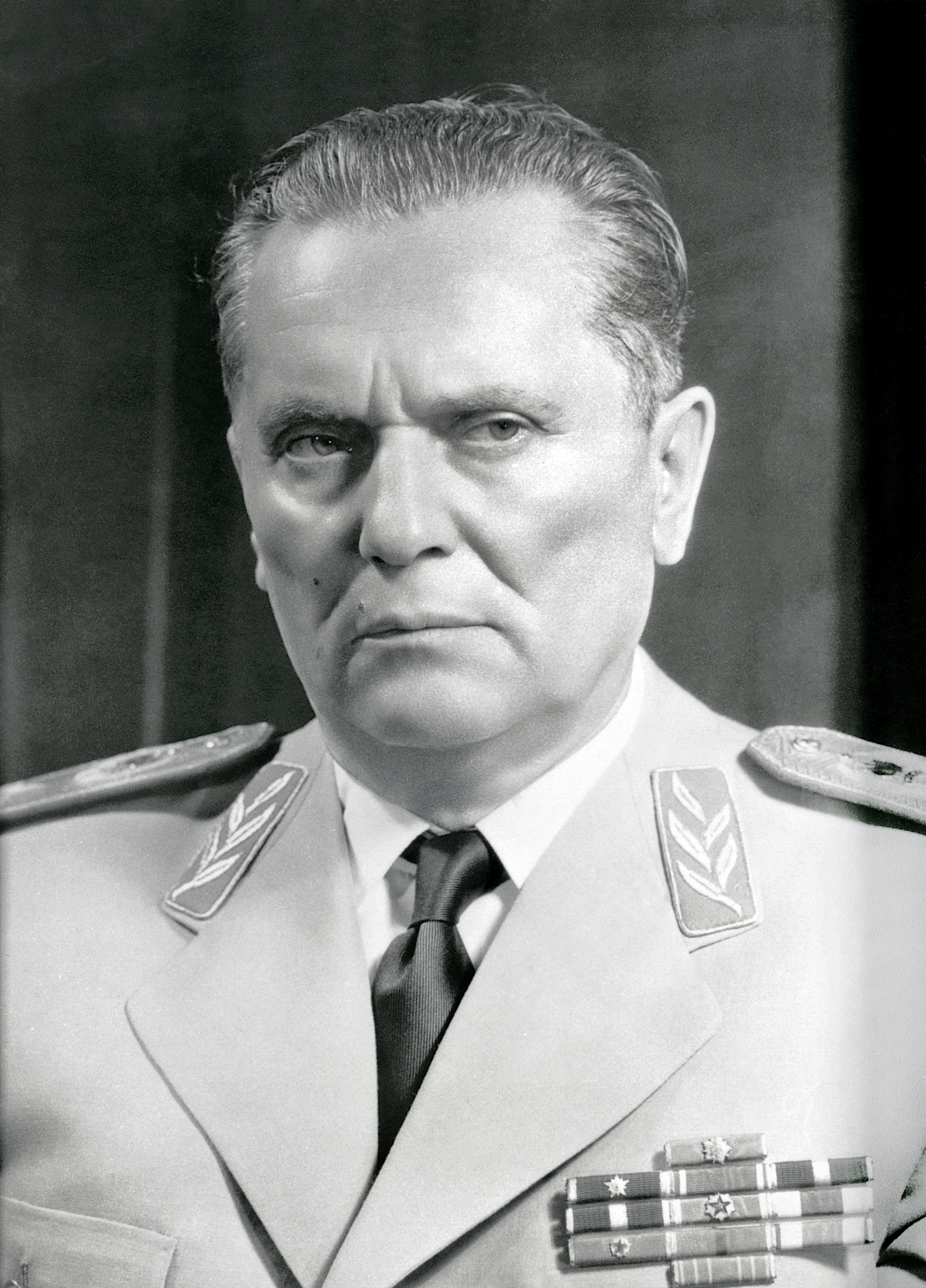
Tito formulò la strategia di sinistra del PCJ nell'ottobre 1940

Tito fu il protagonista degli "errori di sinistra". Tito era ben noto come un uomo di sinistra contrario a qualsiasi accordo con i non comunisti. La sua nomina formale a segretario generale del Partito Comunista di Jugoslavia fu confermata nell'ottobre 1940 durante la 5ª Conferenza del PCJ a Zagabria. In questa conferenza Tito formulò la strategia di sinistra del PCJ incentrata sulla presa rivoluzionaria del potere nel paese al fine di organizzare un'organizzazione amministrativa in stile sovietico in Jugoslavia.
Nel luglio 1941, dopo l'inizio della seconda guerra mondiale, il Politburo comunista adottò la strategia che insisteva affinché i partigiani mirassero a creare "territori liberati", sgomberati dai nemici. Secondo le istruzioni del Poliburo, tali territori dovevano essere amministrati dai comunisti in modo statale in modo che la popolazione locale fosse esposta alle idee e alla pratica del socialismo. Sui territori che cadevano sotto il loro controllo i comunisti adottarono molte politiche di sinistra, incluso il socialismo estremo. Questo ha antagonizzato molti contadini in Serbia, Montenegro ed Erzegovina. La pigrizia veniva punita come diserzione, i contadini venivano puniti con tasse elevate o con il lavoro forzato se le loro case non erano in ordine o se prendevano i pidocchi. I comunisti jugoslavi sospesero le istruzioni di non raggiungere la seconda fase (la rivoluzione) date dal Comintern nel giugno 1941. Poiché ignoravano le istruzioni di Mosca, la leadership del Partito Comunista non poteva trovare un modus vivendi con altri movimenti di resistenza, come i cetnici di Mihailović, perché potevano mettere in pericolo l'azione rivoluzionaria comunista. Questo è il motivo per cui Tito respingeva le richieste sovietiche di cooperare con i cetnici e insisteva per portare avanti la rivoluzione comunista.

## Montenegro

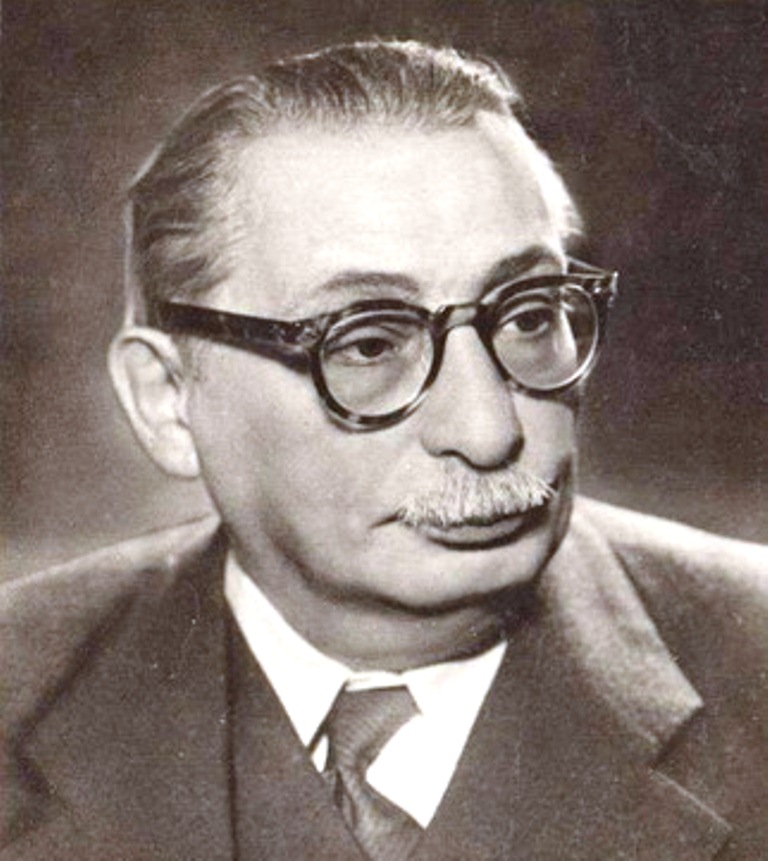
Moša Pijade, uno dei protagonisti degli "errori di sinistra" in Montenegro

Nel giugno 1941 il Comitato regionale del Partito Comunista per il Montenegro, Boka e Sangiaccato emise un proclama che invitava la gente alla "liquidazione finale del sistema capitalista". La politica degli "errori di sinistra" venne perseguita in Montenegro da agosto, mentre la sua intensità è stata aumentata dal settembre 1941.
Questa politica estremista fu perseguita dai partigiani in Montenegro sotto l'influenza di Milovan Đilas e Moša Pijade. Dopo il successo iniziale della rivolta in Montenegro, i comunisti presero il controllo di quasi tutto il territorio del Montenegro e iniziarono a combattere contro i loro "nemici di classe". Una consistente percentuale della popolazione del Montenegro sosteneva i cetnici, avendo paura del "terrore rosso". Nonostante le istruzioni per minimizzare il lato rivoluzionario delle loro politiche, i leader dei partigiani montenegrini introdussero "elementi sovietici" nell'estate del 1941, durante la rivolta in Montenegro, perché percepivano la rivolta come la prima fase della rivoluzione comunista. Il 27 luglio 1941 il comando comunista per il Montenegro emise un ordine per l'istituzione di corti marziali rivolte contro coloro che percepivano come quinta colonna terminando il loro ordine con la proclamazione "Patrioti, distruggete la quinta colonna e la vittoria è nostra!".
A metà agosto 1941, Đilas scrisse una lettera al Comitato Regionale del Partito Comunista Jugoslavo per il Montenegro, Boka e il Sangiaccato e raccomandò l'isolamento e la distruzione della "quinta colonna". Sottolineò, addirittura, che la tolleranza e l'inattività dei comunisti verso le "spie" era un crimine pari al tradimento. Alla fine dell'agosto 1941, il Comitato Regionale emanò una direttiva che seguiva le raccomandazioni di Đilas e insisteva sulla pulizia dei villaggi dalla "quinta colonna". In un'altra direttiva emanata in ottobre la Giunta regionale ripeté istruzioni simili insistendo sulla distruzione di coloro che disturbano la mobilitazione degli insorti anche se dicendo "aspetta, non è ancora il momento giusto". Lo stesso Đilas scrisse come i partigiani in ritirata, che punirono i loro oppositori solo in luglio, li giustiziarono arbitrariamente in seguito alla controffensiva italiana dell'agosto 1941.
Dal settembre 1941 in poi, i documenti del programma del Partito Comunista cominciarono a menzionare i tribunali autorizzati a prescrivere pene di morte. Dall'ottobre 1941, il quartier generale delle forze partigiane in Montenegro, Boka e Sangiaccato pubblicò elenchi di "nemici del popolo giustiziati, comprese spie e traditori" con una nota - "da continuare..." . Durante il primo anno le vittime includevano anche le donne che "flirtavano" con gli italiani. La maggior parte delle persone uccise dai comunisti nel 1941 furono ufficiali militari e amministrativi dell'ex Regno di Jugoslavia prima della guerra. Secondo il professor Jozo Tomasevich, durante il periodo di "errori di sinistra" dal dicembre 1941 al maggio 1942, i partigiani, specialmente in Erzegovina e Montenegro, usarono il terrore contro persone che non collaboravano, ma che erano potenziali "nemici di classe".
I partigiani occuparono Kolašin nel gennaio e febbraio 1942, e si opposero ad ogni reale e potenziale opposizione, uccidendo circa 300 persone e gettando i loro cadaveri maciullati in fosse che chiamavano "cimitero dei cani". A causa di questo e di altri esempi di terrore comunista, una parte della popolazione montenegrina si rivoltò contro i partigiani. Secondo Zbornik za istoriju, "[una] terra senza cetnici fu improvvisamente sommersa di cetnici", in gran parte a causa delle politiche degli "errori di sinistra". Esecuzioni dirette da comunisti di importanti capi tribù in Montenegro causarono ulteriore animosità dei contadini della classe media nei confronti dei comunisti. Đurišić presto riconquistò Kolašin e la tenne come bastione cetnico fino al maggio 1943. Il suo governo fu segnato dal terrorizzare i sostenitori dei partigiani. Un gran numero di partigiani e simpatizzanti catturati furono giustiziati nelle settimane seguenti, tra cui il tenente colonnello Radisav Radević, il maggiore Batrić Zečević, i capitani Đuro Radosavljević, Mileta Lakićević e Tomica Jojić, e l'ex membro del parlamento jugoslavo Blagota Selić, nessuno dei quali era membro del Partito Comunista. Đurišić formò una prigione cetnica a Kolašin, in cui furono incarcerati circa 2.000 oppositori. Molti furono consegnati agli italiani.
Nel marzo 1942, i comunisti di Nikšić bruciarono i villaggi di Ozrinići e Zagarač. Secondo alcune fonti ciò fu ordinato da Đilas e Sava Kovačević. Tra l'inizio della rivolta in Montenegro e la metà del 1942, i comunisti uccisero tra le 500 e le 624 persone in Montenegro, la maggior parte durante i conflitti armati.

## Serbia
Nel settembre 1941, i partigiani serbi fondarono la Repubblica di Užice, un mini-stato militare di breve durata con centro amministrativo ad Užice. Alla fine di novembre 1941 i partigiani furono sconfitti e dovettero ritirarsi dalla Serbia. La politica degli "errori di sinistra" perseguita da Josip Broz Tito contribuì in modo sostanziale alla sconfitta partigiana nella Repubblica di Užice. A causa della repressione dei comunisti e della loro intenzione di portare avanti la rivoluzione comunista, anche la popolazione della Serbia si rivoltò gli insorti comunisti. All'inizio di dicembre 1941 i comunisti si trasferirono dalla Serbia alla Bosnia e si unirono ai loro compagni che avevano già lasciato il Montenegro.

## Erzegovina
Solo nel gennaio e febbraio 1942, i partigiani giustiziarono 250 persone nell'Erzegovina orientale perché accusate di appartenere alla "quinta colonna". Nella sola Erzegovina il numero totale di civili uccisi dai comunisti nel 1941-1942 era probabilmente di circa 500.
A causa di "errori di sinistra" i partigiani furono cacciati dall'Erzegovina durante l'estate del 1942, non dalle forze dell'Asse ma dalla popolazione locale.

## Conseguenze
La politica di "errori di sinistra" si è rivelata controproducente. La "deviazione di sinistra" ha dato un senso reale e significativo alla politica di quei nazionalisti che hanno trovato una via d'uscita dalla difficile situazione in collaborazione con le forze di occupazione e le forze quisling. Il "terrore rosso" si oppose alla maggior parte dei contadini e fece arrabbiare l'Unione Sovietica. Come risultato delle azioni comuniste, gli abitanti dei villaggi dell'Erzegovina orientale e del Montenegro, che erano ben lungi dall'essere collaboratori o kulaki, si unirono in massa alle forze cetniche.
Nel febbraio 2018 una fossa chiamata Jama Kotor con circa 300 cadaveri di vittime del terrore rosso è stata esaminata nel villaggio di Gornje Polje vicino a Nikšić. Molte ossa umane sono state trovate insieme a parti rimanenti di vestiti. Ciò è stato segnalato alla polizia che ha annunciato un'indagine ufficiale.

## Propaganda
Molte canzoni e motti sono state composte per promuovere la politica delle "deviazioni di sinistra". Il verso di uno di loro era: "Partigiani, preparate le mitragliatrici, per salutare il re e gli inglesi" (in serbo Партизани, спремите митраљезе да чекамо краља и Енглезе?). Noto anche lo slogan partigiano "Morte al fascismo, libertà al popolo" ed il saluto "L'Armata Rossa è con noi - la vittoria è nostra!".

## Maggiori esponenti

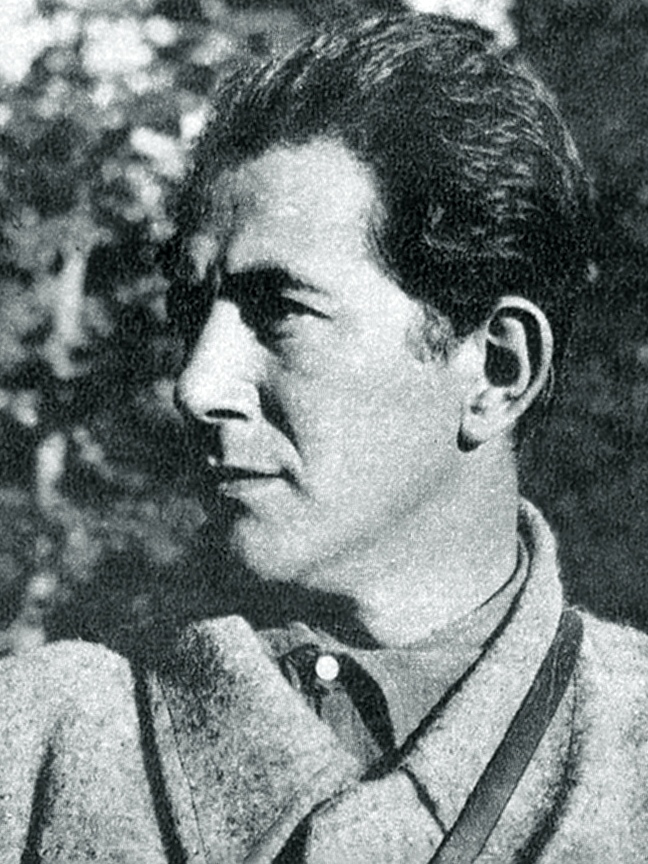
Milovan Đilas, uno dei maggiori esponenti degli "errori di sinistra"

I principali esponenti di questa politica includevano Milovan Đilas, Ivan Milutinović e Boris Kidrič. Il Partito Comunista di Jugoslavia in seguito condannò pubblicamente questa politica e punì (avvertendoli) diversi comandanti locali (Petar Drapšin e Miro Popara in Erzegovina e diversi leader del partito montenegrino). Petar Drapšin fu privato del suo grado, rimosso da tutte le funzioni nel partito comunista e dai suoi membri. Moša Pijade venne ritenuto responsabile dell'adozione della brutale politica estremista del PCJ.
Il 22 ottobre o nel novembre 1941 Tito congedò Milovan Đilas dal comando delle forze partigiane in Montenegro a causa dei suoi errori durante la rivolta, inclusi i suoi "errori di sinistra".

## Nella letteratura
Nella sua opera del 1997 intitolata Zlotvori, lo scrittore serbo e membro dell'Accademia serba Dragoslav Mihailović menzionò gli "errori di sinistra" come omicidi di massa anche di personalità importanti come veterani dell'esercito, insegnanti e sacerdoti. Il comunista montenegrino Svetozar Vukmanović, membro del quartier generale supremo dei partigiani, nel suo lavoro del 1998 spiegò che gli omicidi di "nemici di classe" da parte dei comunisti in Crmnica raggiunsero proporzioni enormi all'inizio del 1942, un giorno dopo il Natale ortodosso. Vukmanović sottolineò che la leadership comunista in Montenegro perseguì la politica di massicci omicidi in tutto il Montenegro da quel periodo. Lo scrittore jugoslavo Mirko Kovač ha pubblicato nel 2008 un'opera letteraria, Pisanje ili nostalgija, in cui ha ridicolizzato alcuni testi sugli "errori di sinistra" affermando che ogni montenegrino ha visto personalmente quando Milovan Đilas ha ucciso i suoi nemici politici.
Nel 2017 è stato pubblicato un libro degli storici Bošković e Vojinović con il titolo I crimini comunisti in Montenegro ed Erzegovina 1941-1941 in cui gli autori presentano i nomi completi di 1.839 vittime del "terrore rosso" in Montenegro e 522 in Erzegovina.